# Sarah Léonie Cysique

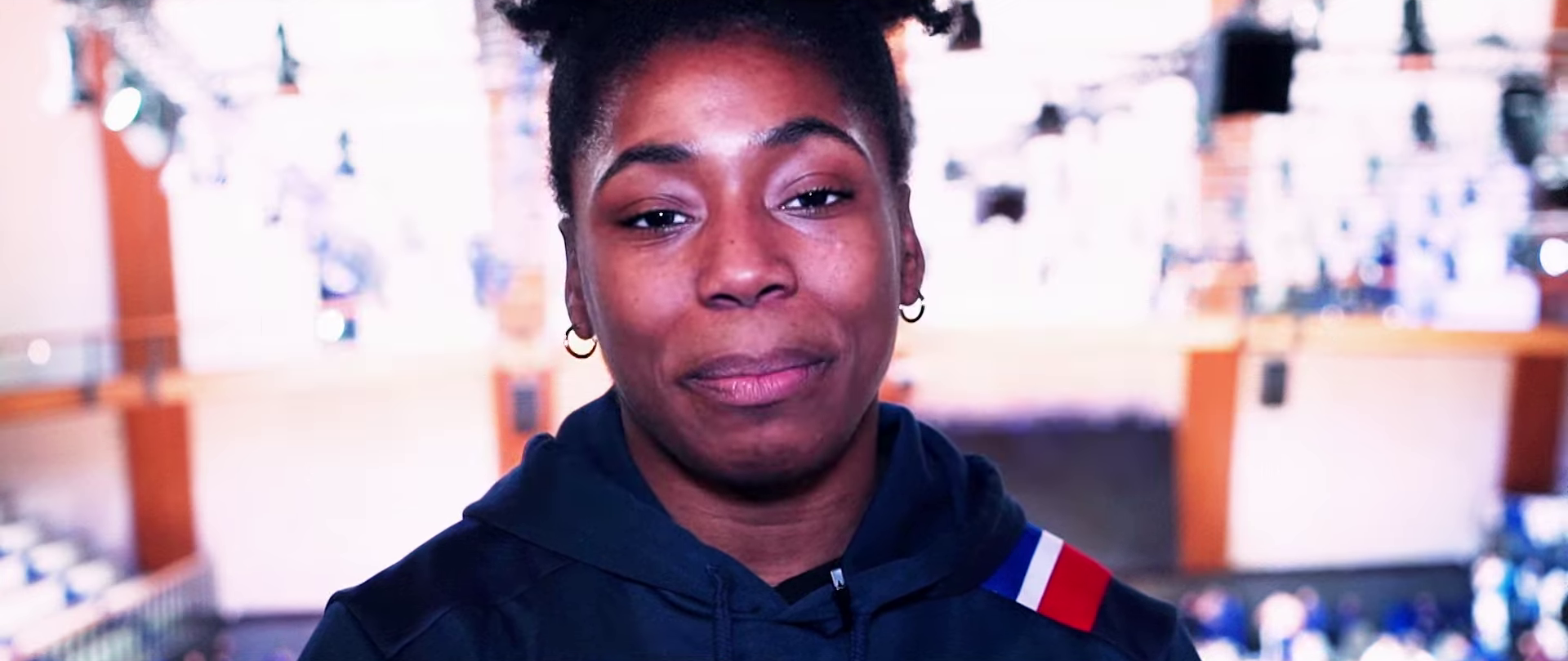
Sarah Léonie Cysique (2024)

Sarah Léonie Cysique oder Sarah-Léonie Cysique (* 6. Juli 1998 in Sarcelles) ist eine französische Judoka. 2021 wurde sie Olympiazweite im Einzelwettbewerb und Olympiasiegerin mit der Mannschaft, 2024 folgte Bronze im Einzel und erneut Gold mit der Mannschaft.

## Sportliche Karriere
Sarah Léonie Cysique kämpft im Leichtgewicht, der Gewichtsklasse bis 57 Kilogramm. 2017 gewann sie eine Bronzemedaille bei den Junioren-Europameisterschaften. Zwei Monate später gewann sie ihren ersten französischen Meistertitel in der Erwachsenenklasse. 2018 belegte sie den fünften Platz bei den Europameisterschaften. Im September siegte sie bei den Junioren-Europameisterschaften, einen Monat später gewann sie die Silbermedaille bei den Junioren-Weltmeisterschaften. Ende 2018 gewann sie ihren zweiten französischen Meistertitel. Bei den Weltmeisterschaften 2019 in Tokio unterlag sie im Viertelfinale der Kanadierin Christa Deguchi. Nach einem Sieg gegen Nora Gjakova aus dem Kosovo und einer Niederlage gegen die Brasilianerin Rafaela Silva belegte sie den fünften Platz. Mit der französischen Mannschaft gewann sie die Silbermedaille hinter dem japanischen Team. Im Oktober 2019 erreichte sie das Finale beim Grand-Slam-Turnier in Abu Dhabi und belegte den zweiten Platz hinter der Nordkoreanerin Kim Jin-a. Ende 2020 Unterlag sie bei den Europameisterschaften in Prag im Viertelfinale der Serbin Marica Perišić. Mit zwei Siegen in der Hoffnungsrunde erkämpfte sie eine Bronzemedaille. Ebenfalls Bronze erkämpfte sie bei den Europameisterschaften 2021 in Lissabon. Bei den Olympischen Spielen in Tokio besiegte sie im Halbfinale die Kanadierin Jessica Klimkait, im Finale unterlag sie Nora Gjakova aus dem Kosovo. Im Mixed-Mannschaftswettbewerb gewann die französische Mannschaft durch einen Finalsieg über die Japaner die Goldmedaille.
2022 verlor Cysique im Finale der Europameisterschaften in Sofia gegen die Israelin Timna Nelson-Levy. 2023 in Montpellier bezwang sie im Kampf um Bronze die Deutsche Pauline Starke. Bei den Olympischen Spielen 2024 in Paris gewann sie die Bronzemedaille im Einzel sowie Gold mit dem Team. 2025 verlor sie bei den Weltmeisterschaften in Budapest im Halbfinale gegen die Japanerin Momo Tamaoki, erkämpfte aber anschließend eine Bronzemedaille.